# توپ طلای ۲۰۱۸
توپ طلای ۲۰۱۸ (فرانسوی: Ballon d'Or 2018‎) جایزه‌ای سالانه بود که برای بار ۶۳ام در سال ۲۰۱۸ برگزار، و به بازیکنی که بهترین عملکرد را در فوتبال در سطح جهانی داشته، اهدا شد . برندگان در سوم دسامبر ۲۰۱۸ اعلام  شدند و برای نخستین بار از توپ طلای زنان و جایزه کوپا که به ترتیب به بهترین بازیکن فوتبال زن جهان و بهترین بازیکن زیر ۱۹ سال جهان اهدا می‌شوند، رونمایی شد.

## فهرست
فهرست ۳۰ نامزد اصلی توپ طلا در ۹ اکتبر ۲۰۱۸ اعلام شد.
| رتبه | بازیکن            | باشگاه(ها)                                      | امتیازات |
| ---- | ----------------- | ----------------------------------------------- | -------- |
| ۱    | لوکا مودریچ       | باشگاه فوتبال رئال مادرید                       | ۷۵۳      |
| ۲    | کریستیانو رونالدو | باشگاه فوتبال رئال مادرید باشگاه فوتبال یوونتوس | ۴۷۸      |
| ۳    | آنتوان گریزمن     | باشگاه فوتبال اتلتیکو مادرید                    | ۴۱۴      |
| ۴    | کیلین ام‌باپه      | باشگاه فوتبال پاری سن ژرمن                      | ۳۴۷      |
| ۵    | لیونل مسی         | باشگاه فوتبال بارسلونا                          | ۲۸۰      |
| ۶    | محمد صلاح         | باشگاه فوتبال لیورپول                           | ۱۸۸      |
| ۷    | رافائل واران      | باشگاه فوتبال رئال مادرید                       | ۱۲۱      |
| ۸    | ادن آزار          | باشگاه فوتبال چلسی                              | ۱۱۹      |
| ۹    | کوین دی بروینه    | باشگاه فوتبال منچستر سیتی                       | ۲۹       |
| ۱۰   | هری کین           | باشگاه فوتبال تاتنهام هاتسپر                    | ۲۵       |
| ۱۱   | انگولو کانته      | باشگاه فوتبال چلسی                              | ۲۴       |
| ۱۲   | نیمار             | باشگاه فوتبال پاری سن ژرمن                      | ۱۹       |
| ۱۳   | لوییس سوارز       | باشگاه فوتبال بارسلونا                          | ۱۷       |
| ۱۴   | تیبو کورتوا       | باشگاه فوتبال چلسی باشگاه فوتبال رئال مادرید    | ۱۲       |
| ۱۵   | پل پوگبا          | باشگاه فوتبال منچستر یونایتد                    | ۹        |
| ۱۶   | سرخیو آگوئرو      | باشگاه فوتبال منچستر سیتی                       | ۷        |
| ۱۷   | گرت بیل           | باشگاه فوتبال رئال مادرید                       | ۶        |
| ۱۷   | کریم بنزما        | باشگاه فوتبال رئال مادرید                       | ۶        |
| ۱۹   | روبرتو فیرمینو    | باشگاه فوتبال لیورپول                           | ۴        |
| ۱۹   | ایوان راکیتیچ     | باشگاه فوتبال بارسلونا                          | ۴        |
| ۱۹   | سرخیو راموس       | باشگاه فوتبال رئال مادرید                       | ۴        |
| ۲۲   | ادینسون کاوانی    | باشگاه فوتبال پاری سن ژرمن                      | ۳        |
| ۲۲   | سادیو مانه        | باشگاه فوتبال لیورپول                           | ۳        |
| ۲۲   | مارسلو            | باشگاه فوتبال رئال مادرید                       | ۳        |
| ۲۵   | الیسون بکر        | باشگاه فوتبال آ.اس. رم باشگاه فوتبال لیورپول    | ۲        |
| ۲۵   | ماریو مانجوکیچ    | باشگاه فوتبال یوونتوس                           | ۲        |
| ۲۵   | یان اوبلاک        | باشگاه فوتبال اتلتیکو مادرید                    | ۲        |
| ۲۸   | دیه‌گو گودین       | باشگاه فوتبال اتلتیکو مادرید                    | ۱        |
| ۲۹   | ایسکو             | باشگاه فوتبال رئال مادرید                       | ۰        |
| ۲۹   | هوگو لوریس        | باشگاه فوتبال تاتنهام هاتسپر                    | ۰        |

## توپ طلای زنان
| رتبه | بازیکن                    | باشگاه(ها)                     | امتیازات |
| ---- | ------------------------- | ------------------------------ | -------- |
| ۱    | آدا هگربرگ                | باشگاه فوتبال زنان المپیک لیون | ۱۳۶      |
| ۲    | پرنیله هاردر              | باشگاه فوتبال وولفسبورگ (زنان) | ۱۳۰      |
| ۳    | جنیفر ماروشسان            | باشگاه فوتبال زنان المپیک لیون | ۸۶       |
| ۴    | مارتا ویرا داسیوا         | Orlando Pride                  | ۷۷       |
| ۵    | سامانتا کر                | شیکاگو رد استارز Perth Glory   | ۶۱       |
| ۶    | لوسی برنز (بازیکن فوتبال) | باشگاه فوتبال زنان المپیک لیون | ۵۱       |
| ۷    | آماندین آنری              | باشگاه فوتبال زنان المپیک لیون | ۳۴       |
| ۷    | وندی رنار                 | باشگاه فوتبال زنان المپیک لیون | ۳۴       |
| ۹    | مگان رپینو                | سیتل رین اف سی                 | ۳۰       |
| ۱۰   | Lindsey Horan             | باشگاه فوتبال پورتلند تورنز    | ۲۸       |
| ۱۱   | لیکه مارتنس               | باشگاه فوتبال زنان بارسلونا    | ۲۶       |
| ۱۲   | ساکی کوماگای              | باشگاه فوتبال زنان المپیک لیون | ۲۵       |
| ۱۳   | امل مجری                  | باشگاه فوتبال زنان المپیک لیون | ۹        |
| ۱۴   | فرن کیربی                 | باشگاه فوتبال بانوان چلسی      | ۵        |
| ۱۵   | کریستین سینکلر            | باشگاه فوتبال پورتلند تورنز    | ۴        |

## جایزه کوپا
| رتبه | بازیکن               | باشگاه(ها)                                          | امتیازات |
| ---- | -------------------- | --------------------------------------------------- | -------- |
| ۱    | کیلین ام‌باپه         | باشگاه فوتبال پاری سن ژرمن                          | ۱۱۰      |
| ۲    | کریستین پولیسیک      | باشگاه فوتبال بروسیا دورتموند                       | ۳۱       |
| ۳    | جاستین کلایورت       | باشگاه فوتبال آژاکس آمستردام باشگاه فوتبال آ.اس. رم | ۱۸       |
| ۴    | رودریگو گوس          | باشگاه فوتبال سانتوس                                | ۱۲       |
| ۴    | جانلوئیجی دوناروما   | باشگاه فوتبال آ.ث. میلان                            | ۱۲       |
| ۶    | ترنت الکساندر-آرنولد | باشگاه فوتبال لیورپول                               | ۶        |
| ۷    | پاتریک کوترونه       | باشگاه فوتبال آ.ث. میلان                            | ۵        |
| ۸    | حسام عوار            | باشگاه فوتبال المپیک لیون                           | ۴        |
| ۹    | Ritsu Doan           | باشگاه فوتبال خرونینگن                              | ۰        |
| ۹    | Amadou Haidara       | باشگاه فوتبال ردبول زالتسبورگ                       | ۰        |

## حواشی
اندکی پس از اهدای توپ طلای زنان، مارتین سولویگ (میزبان پخش) از آدا هگربرگ خواست که بر روی صحنه به قر سربالا بپردازد. گرچه سولویگ بعدها از این سخنش با اشاره به اینکه صرفاً یک شوخی بوده‌است پوزش خواست اما سخنش به عنوان نمونه‌ای از پابرجا بودن تبعیض جنسیتی در ورزش قلمداد گردید.